# Слани кикирики
Слани кикирики је југословенски кратки филм из 1971. године. Режирао га је Томислав Готовац. Припада остварењима црног таласа.

## Радња
Кратки филм Готовца на трећој години студија режије, у којима две наге девојке и младић исцртавају по телу симболе — од кукастог крста до српа и чекића.